# In Tyrannis
In Tyrannis (Von Wand zu Wand sind es vier Schritte) ist ein politisches Lied von Reinhard Mey, das er auf seinem 1972 bei Intercord erschienenen Album Mein achtel Lorbeerblatt veröffentlichte.

## Inhalt
Das Lied handelt von modernen Ausformungen der antiken Tyrannis, nämlich Diktatur und Totalitarismus, sowie von Charakter und Eigenschaften dieser Regimetypen: Willkür, (physische) Unterdrückung, Folter (auch Weiße Folter), Psychoterror sowie Verletzung der Menschenwürde und der Menschenrechte. Diese Maßnahmen zielen darauf ab, den (Widerstand leistenden) Menschen zu brechen.
In dem etwa fünfeinhalbminütigen Lied, in reimlosen Versen, beschreibt ein unschuldig Inhaftierter seine Erlebnisse und Gedanken in der Einzelhaft vom anfänglichen Widerstand bis zum Ende in Resignation:
- … Ich weiß nicht, was sie von mir wollen, … Wozu das endlose Verhör, Wenn ich nicht weiß, wovon sie reden? … (Willkür)
- … Sie haben mir das Haar geschoren Und mich verprügelt Mann für Mann … (Verletzung der Menschenwürde und Folter)
- … Nicht ein Geräusch dringt durch die Wände, Nur meinen Atem kann ich hören … (Weiße Folter, s. Camera silens)
- … Ich werde irgendwas gestehen, Damit sie mich nicht länger quälen … (Psychoterror).
- Das Lied endet mit der resignativen Zeile: … Ich werde einfach unterschreiben.

Reinhard Mey hat das Lied auch auf niederländisch als De bekentenis und unter seinem Pseudonym Frédérik Mey auf französisch als Tyrannie eingespielt.
Die beide Spielfilme Das Geständnis (1970) und Der Gefangene (1955), die sich mit stalinistischen Verhören beschäftigen, inspirierten Mey zu diesem Lied.

## Coverversion
Der Kölner Technomusiker Wolfgang Voigt veröffentlichte 1995 unter dem Projektnamen Grungerman ein Coverversion des Stücks auf der EP Hout, die sich Samples der Originalversion bediente.